# فضل بن شاذان

ابومحمد فضل بن شاذان بن خلیل ازْدی یا ابن شاذان نیشابوری (فوت ۲۶۰ق-۸۷۳م) محدث، متکلم و فقیه شیعه دوازده امامی بود. وی از اصحاب محمد بن علی (جواد)، علی النقی و حسن عسکری (ائمه نهم، دهم و یازدهم شیعه) بود. برخی از محدثین وی را از اصحاب علی بن موسی الرضا، امام هشتم شیعیان دانسته‌اند. وی ۱۸۰ جلد کتاب در دفاع از شیعه نوشت. 
از دیگر آثار او می توان به کتاب فی الجبر و التشبیه، کتاب المسائل الاربع فی الامامه اشاره کرد. فضل بن شاذان عمری دراز یافت و در سال ۲۶۰ هجری قمری درگذشت. آرامگاه وی در نیشابور و هم‌جوار بهشت فضل است. گورستان عمومی نیشابور به دلیل وجود آرامگاه فضل بن شاذان، بهشت فضل نام گرفته است. بنابر برخی تحقیقات، فضل بن شاذان، همان فضل بن سنان مورد اشاره شیخ طوسی در رجال است که یکی از وکلای علی بن موسی الرضا دانسته شده است.

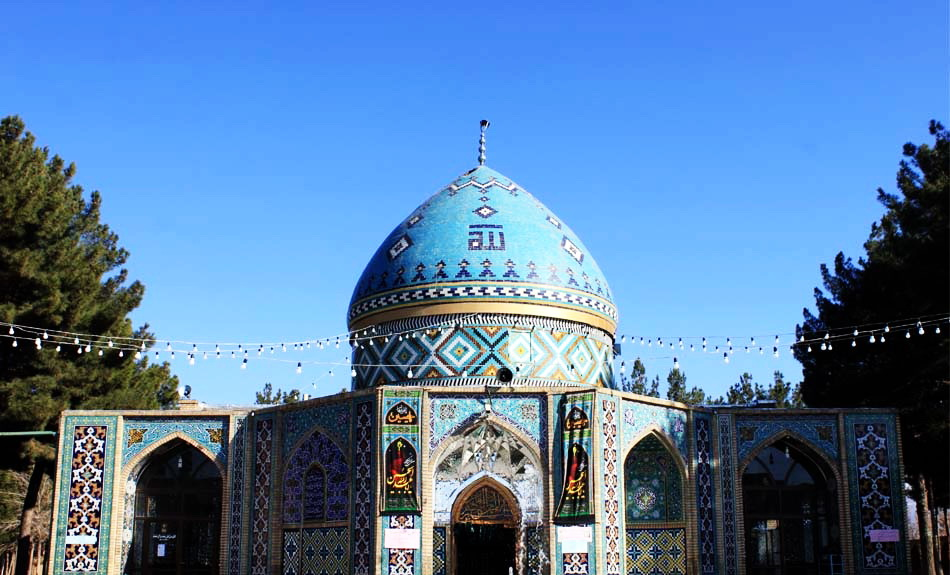
آرامگاه فضل ابن شاذان در نیشابور

فضل بن شاذان از اصحاب محمد بن علی جواد است که دو امام بعدی شیعه یعنی علی بن محمد هادی و حسن عسکری را هم درک کرده است.  بیش از صد عنوان کتاب در زمینه فقه و حدیث تالیف کرده و بر فرقه های ضالّه ردّیه نوشته است. سی عنوان آن را شیخ طوسی نام برده‌است. کتاب فی الجبر و التشبیه، کتاب المسائل الاربع فی الامامه از جلمه این آثار است.از تالیفات او جز اندکی باقی نمانده است.

## نام و تبار
نسب ابومحمد فضل بن شاذان به قبیله عرب اَزْد می‌رسید. پدر فضل، شاذان بن خلیل از اصحاب یونس بن عبدالرحمان بود.

## زندگی‌نامه
در مورد زندگی فضل بن شاذان اطلاعات دقیقی به دست نرسیده و رفع تناقض بین اطلاعات پراکنده موجود نیز تاحدی مشکل است. ظاهراً او در نیشابور متولد شده است. 
عطاردی، حدیث‌شناس شیعه در کتاب راویان امام رضا گزارش می‌کند که فضل از جمله افرادی بود که با مخالفان به مناظره می‌نشست که مناظرات و احتجاجات وی از راه بیان و قلم معروف می‌باشد. به گفته طوسی رجال‌شناس شیعه، فضل یکی از فقیهان و متکلمان می‌باشد.  نجاشی یکی دیگر از رجال‌شناسان شیعه، وی را به عنوان فردی ثقه معرفی می‌کند که در میان اصحاب حدیثی شناخته شده است. فضل در اواخر عمر خود در روستایی در حوالی بیهق ساکن شده بود و در همان روستا درگذشت.

### آثار
به گفته نجاشی رجال‌شناس شیعه، حدود ۱۸۰ کتاب توسط فضل بن شاذان تألیف شده است. در این میان طوسی در الفهرست و نجاشی در کتاب رجال برخی آثار او را آورده‌اند، از جمله: الفرائض الكبير، الفرائض الصغير، الطلاق، المسائل الاربع في الامامه، الرد على الأصم، الاعراض والجواهر، العلل و الایمان.